# Krach na burze
Krach na burze je nežádoucí situace na trhu, kdy dochází k náhlému a výraznému poklesu indexu určité burzy. Zpravidla se tak stane do několika dnů, kdy řádově klesne tento index o desítky procent. Lidé začnou panikařit, dojde ke kolísavosti na trhu, a to vše se následně negativně projeví na celkovém hospodářství, kdy mnoho subjektů finančně prodělá. Některé burzy na tuto situaci reagují například omezením či úplným pozastavením své činnosti do doby než krize pomine nebo centrální banky zavádí opatření, které vedou ke zmírnění situace.
Další definice tvrdí, že krach na burze je sociální fenomén, ke kterému dochází na základě panického chování lidí. Velkou roli zde hraje psychologie, mentalita a chování těchto subjektů a dokonce může k takovému krachu dojít i v důsledku sebenaplňujícího se proroctví. Tudíž jde víceméně o nepředvídatelnou situaci, ale přesto se našli tací, kteří se snažili hledat v dějinných událostech souvislosti, systematizovat je a přijít s teoriemi, které by včas odhalily nastupující krach.
Například Benoit Mandelbrot v roce 1963 vyvrátil domněnku, že trh funguje na základě logaritmicko-normálního rozdělení a poznamenal, že náhle výkyvy cen jsou mnohem častější než předpovídá tato teorie. Mandelbrot společně s dalšími dospěli k tomu, že mnohem přesnější je nelineární analýza a koncept teorie chaosu. Tomu se dále věnoval ještě George Soros v diskuzi, kterou nazval “reflexivity of markets and their non-linear movement”, v nepřesném překladu: reflexe trhu a její nelineární pohyby.
Massachusettský technologický institut na základě svých výzkumů dospěl k zjištění, že četnost krachů na burze a zákon síly mají určitou spojitost. Tyto a mnohé další studie jako například od profesora Didier Sornette uvádí, že krachy na burze jsou do určité míry známkou samoorganizované kritiky na trhu.
Na základě výzkumů uskutečněných v institutu New England Complex Systems bylo zjištěno, že si lze včas všimnout určitých varovných signálů nadcházejícího krachu za pomoci nových statistických a analytických nástrojů komplexního systému. Nastupující panická reakce je vyvolána zvýšenými mimikry na trhu. Zjistili, že tyto mimikry se dramaticky navyšovaly po celý rok před každým krachem na burze za posledních 25 let, včetně nedávných finančních krizí. Tedy pokud investoři nadměrně sledují chod konkrétní burzy, je snazší panice prostoupit a poškodit celý trh.

## Dělení burzovních krachů
Burzovní krachy můžeme rozdělit na benigní a maligní.
Benigní burzovní krachy přinášejí ztrátu investorům a částečně ochromí místní hospodářství, ale poměrně včas tuto krizi překonají opětovným růstem trhu.
Maligní jsou takové, jejichž dopady mají rozsáhlejší vliv na celou makroekonomii státu, případně mají i celosvětový dopad například v důsledku technologické provázanosti mezi státy.

## Příčiny
Nové technologie, změna hospodářské situace, inflační vývoj, nedostatek likvidity a euforie jsou hlavními příčinami. Nejpodstatnějším je však mentalita lidí a následné chování investorů na trzích. Svojí vinu může mít přehnaný optimismus, neboť před každým krachem bývá příznivá hospodářská situace. Lidé se v těchto situacích méně bojí riskovat a mají vidinu rychlého zisku. Lidé se navíc zadlužují, aby mohli využít konjunktury. Čím více lidí jedná tímto způsobem, tím více lidí se k nim přidává a dochází k tzv. dominovému efektu. Výše zmíněná euforie, která se projevuje na trhu se označuje také jako nákupní horečka nebo nákupní šílenství.
Původcem krachu může být i sebenaplňující se proroctví, kdy se lidé místo racionálního rozhodování rozhodují iracionálně v důsledku událostí.

## Následky
Vypořádání se s krachem na burze může být různé v závislosti na příčinách, teritoriu, personáliích atd. Zde je ale výčet následků, které se zpravidla vyskytují.
Lidé prodělávají, podniky bankrotují, případně se dostávají do konkursu, roste nezaměstnanost, nedůvěra v bankovnictví, klesá průmyslová výroba a celkově stagnuje ekonomika. Zasaženy jsou i subjekty, co neměli přímo nic do činění s danou krizí. Ve výjimečných případech může vzrůstat i počet sebevražd lidí, kteří těžce nesou následky krachu. Tyto následky mohou trvat měsíce, léta, případně i desetiletí.
U menších krizí se předpokládá, že po čase odezní a místní ekonomika se z krachu včas zotaví a vše se postupně vrátí do normálního stavu. Je tedy nejlepší tento krach přečkat, smířit se finanční ztrátou a dál nezasahovat.
Větší krach na burze má však makroekonomické důsledky a to je nutné řešit konkrétními zásahy. Například centrální banka může zavádět některá opatření jako změnu úrokové sazby nebo burzy částečně omezí nebo dočasně zcela pozastaví svoji činnost.
“Burzovní krachy jsou nezbytnou součástí vývoje burzovních trhů. Není možné jim zabránit, je obtížné je předvídat, lze se z nich však poučit. Negativní zkušenost je také zkušenost a negativní zkušenosti získané během burzovních krachů mohou být pro investory velmi cenné. Zpětně mohou analyzovat chyby a v budoucnu se jich vyvarovat. Dobrou zprávou pro investory může být, že po každém krachu přijde jednou opět růst.”

## Burzovní krachy v dějinách

### Tulipánová horečka
Jako první evidovaný krach tohoto typu je takzvaná Tulipánová horečka, která probíhala v letech 1634–1637 na území Nizozemska, kde svojí hlavní roli hrály tulipány. Ty se v 16. století začali převážet z Turecka do Nizozemska. S rozšířením pěstování této květiny a jejím následným křížením se v 17. století natolik zvýšil zájem o tulipány, že poptávka začala převyšovat nabídku a hodnota tulipánů se postupně zvyšovala. To dospělo až k tak absurdní situaci, že lidé byli ochotni prodávat i své nemovitosti za účelem koupě tulipánů, protože některé cibule tulipánů měly tutéž hodnotu co měšťanský dům v Amsterdamu.
Jak se dalo očekávat, zanedlouho začala nabídka tulipánů převyšovat poptávku. Tudíž postupně klesala jejich hodnota a to následně vyvolalo paniku. Tento krach zasáhl celé nizozemské hospodářství, včetně toho, že spousty lidí zbankrotovalo nebo skončilo v konkursu. Je důležité poznamenat, že tu byli však i tací, kteří včas odhadli situaci a i přesto na této události vydělali veliké peníze.

### Gründerský boom
Hlavní článek: Krach na vídeňské burze
V roce 1871 zvítězily Prusko a tehdy rozdrobené německé země ve válce s Francií. Ještě téhož roku všechny strany uzavřely příměří, ve kterém se Francie mimo jiné zavázala zaplatit do tří let pět miliard franků. Francie svým slovům dostála a v nově sjednoceném Německu nastal ohromný příliv peněz. Během té doby místní ekonomika prosperovala a dala vzniknout stovkám nových domácích podniků (Gründerzeit). Německo se v tomto období stává i druhou největší světovou ekonomikou po Velké Británii.
Podobně příznivá situace nastala i u některých sousedů, kteří také těžili z prosperující ekonomiky, jako je například Rakousko-Uhersko. Tak i na českém území vznikla i řada nových podniků a v roce 1870 vznikla v Praze i první česká burza s cennými papíry a komoditami.
Německo následně propadlo obavám a nejistotě kvůli nepříznivé místní politice; investoři začali v důsledku toho raději realizovat své zisky. Naopak v Rakousko-Uhersku měli dobré vyhlídky na pokračující konjunkturu, a to mírně přispělo k růstu vídeňské burzy. Tyto vyhlídky byly částečně doprovázeny i dlouho očekávanou výstavou ve Vídni. Tato výstava byla však ekonomicky neúspěšná, neboť návštěvnost nedosáhla ani poloviny toho, co se očekávalo. To mohlo být částečně způsobeno tím, že lidé měli obavy z návštěvy Vídně kvůli probíhající epidemii cholery. Mnoho podniků úzce provázaných s výstavou již v den otevření zbankrotovalo a následně došlo ke krachu vídeňské burzy.

### Černý pátek
Hlavní článek: Krach na newyorské burze

### Černé pondělí
Hlavní článek: Černé pondělí
Černému pondělí předcházel v USA růst kurzů akcií a mnoho investorů se rozhodlo investovat formou úvěru. Následně se začaly objevovat první varovné signály a dokonce centrální banka byla nucena zvýšit úrokovou sazbu, neboť očekávala růst inflace. Nastala nerovnováha na trhu způsobena velkou nabídkou prodávajících a malou poptávkou kupujících. Začaly klesat kurzy akcií a technologie nezvládala přijímat přehnané množství transakcí. To vedlo ještě k hlubšímu poklesu indexu. 19. října 1987 klesl index Dow Jones o 22,6 %, což je největší pokles zaznamenaný v dějinách (předtím byl maximální pokles 12,8 % z 28. října 1929). Federální rezervní systém v čele s předsedou Alanem Greenspanem zavedl snížení úrokové sazby a tím zabránil pokračování krachu.
Protože USA byla v té době už díky moderní technologiím propojená s okolním světem, obětí se staly i další státy. Zasaženy byly evropské, asijské a další burzy.